# Roeselia costalis
Roeselia costalis är en fjärilsart som beskrevs av Otto Staudinger 1887. Roeselia costalis ingår i släktet Roeselia och familjen trågspinnare. Inga underarter finns listade.